# 北京出租车
北京市出租汽车是指在中国北京市服务的出租车，是北京主要公共交通工具之一。

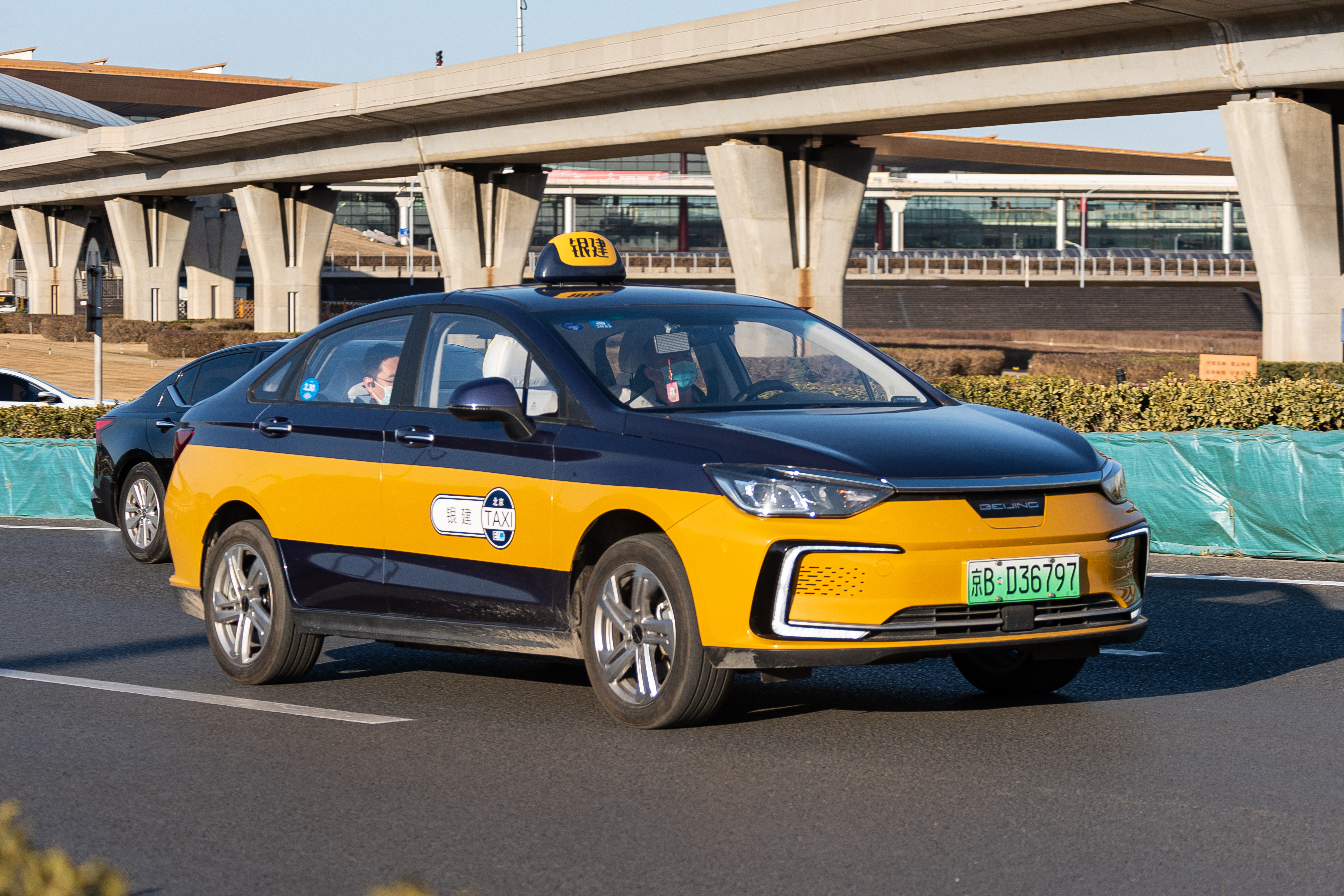
北京市常见的北汽新能源EU5型纯电动出租车

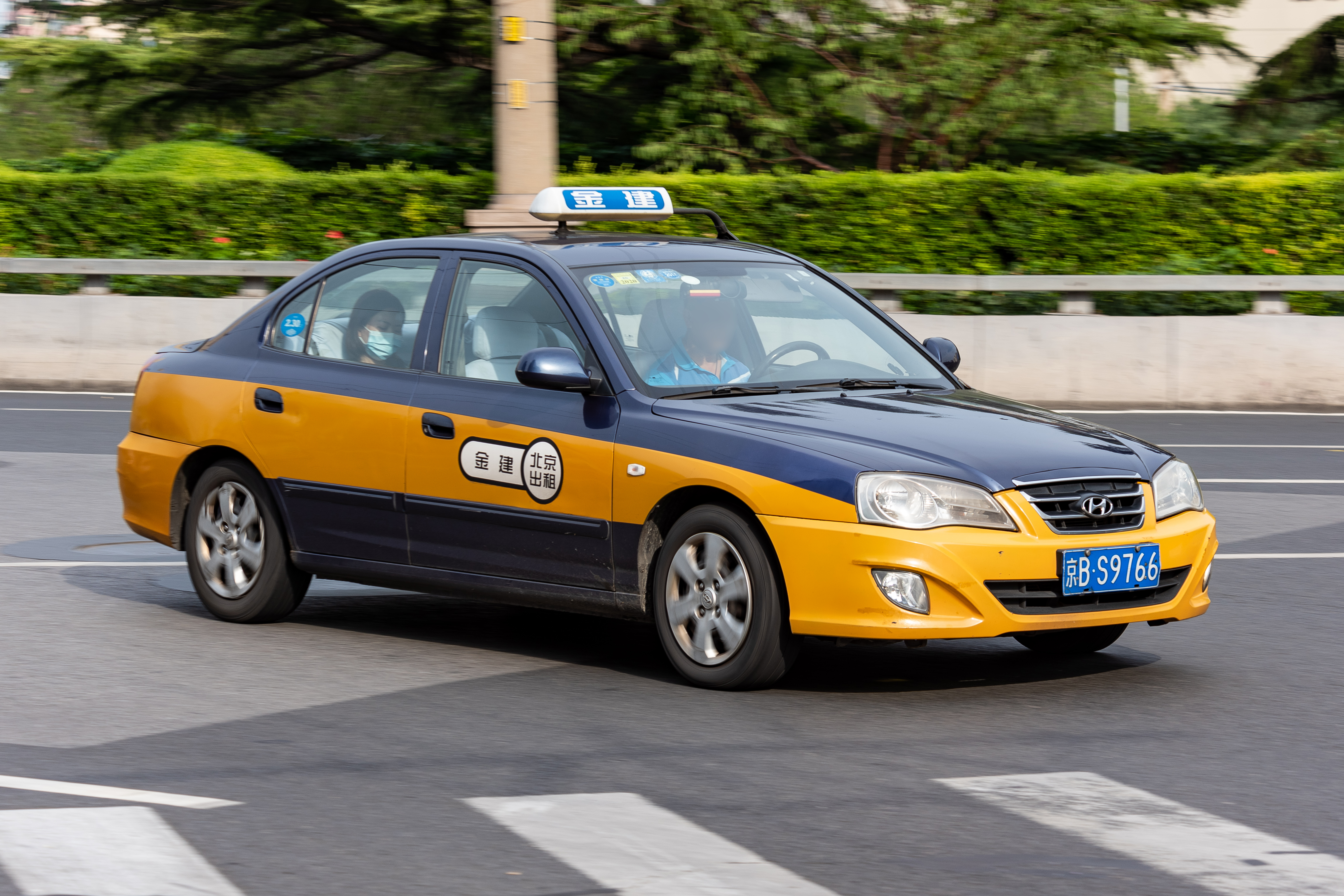
北京市常见的现代伊兰特出租车

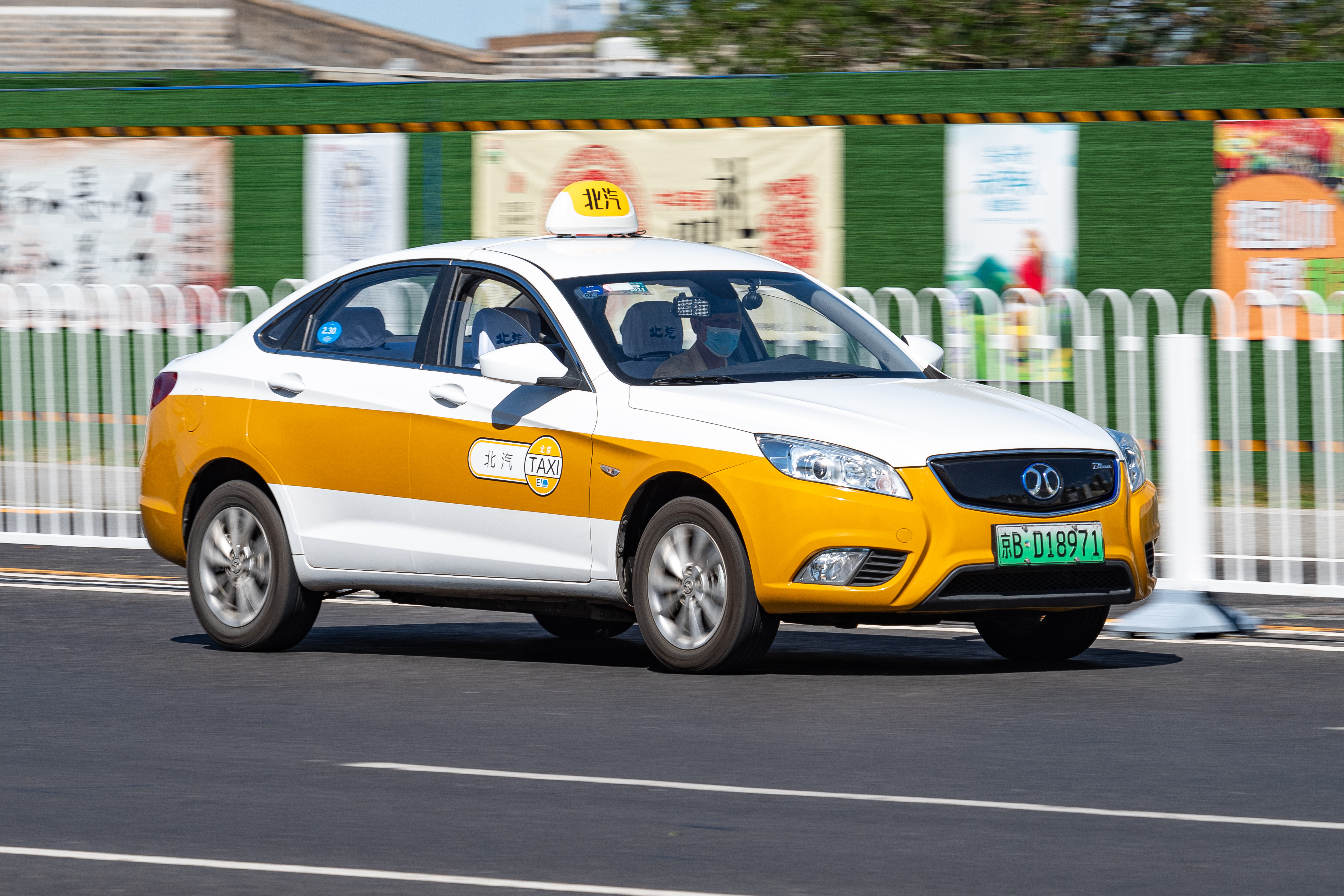
北京市的北汽新能源EU300型纯电动出租车

北京市的「出租车」色調統一，車身主要為“尊黄”，車頂與包圍顏色一致，分别為“北玄、东青、南赤、西白、冬紫、春绿、夏红、秋碧”。車頂燈箱與車門上印有公司縮寫。規模較大的出租汽車公司有：銀建、北汽、首汽等。自從韓國現代汽車在北京設廠以後，的士主要採用現代伊蘭特和索納塔汽車，此前北京市曾大量运营微型面包车出租车（称“面的”），1998年面的退役后被夏利、富康取代，此后也有捷達、爱丽舍等車型。奥运会召开时，运营多年捷达和富康已退出北京出租车市场。因应残奥会的举行，无障碍出租车亦逐渐投入市场。
受香港文化影響，北京市民常把「出租车」簡稱為「的」（普通話讀「滴」；取自「的士」），招呼出租車叫做「打的」（即粵語「搭的」daap dik之訛音），出租車司機暱稱作「的哥」（男）或「的姐」（女），計費收據叫「的票」。另外，在馬路上非法招攬乘客的私人車輛，被稱作「黑的」，而利用摩托車或改裝過的殘疾人專屬三輪摩托車來招攬乘客的車輛，被稱為「黑摩的」。

## 历史
1913年即有法国人在北京开设出租汽车行，此后也有中国人经营的出租汽车:405，均沿用马车行旧制，采取乘客到站点要车的运营服务方式，出租汽车的收费办法以日租用和小时租用来计算:439。1920年，北京出租车出现了电话预定要车这一形式:433。至1923年，北京有汽车行80户，出租汽车300余辆:405。1928年，随着中华民国政府南迁，改称北平的北京各车行租车客户减少，因此出现了招手要车的乘车方式:433。1949年初，北京有出租汽车行62户，营业车180辆，租车人士为外国驻京使馆人员、政府高级官员、社会名流等:405。
中华人民共和国成立后，北京市的外事访问接待任务日益频繁，但当时北京尚无成体系的出租汽车公司，只有几十家个体出租汽车行，中央人民政府政务院为此提出成立一间国营出租汽车公司，首都汽车公司遂于1951年4月23日应运而生，成为北京市第一间国营出租汽车公司:405。
1956年1月，首都汽车公司组建为市民提供出租汽车服务的地方国营出租汽车总站，并将按时间计价改为按里程计价收费。该年，在公私合营的大潮中，北京全市私营出租汽车行30户50辆车纳入地方国营出租汽车总站管理，首汽亦在市区设立12个出租汽车服务站点:406。1973年，北京市第二汽车公司成立，从而打破首都汽车公司独家经营北京市出租汽车的格局，该公司至1974年已有出租汽车280辆:406，1979年5月更名为北京市出租汽车公司（现为北京北汽出租汽车集团）:412。
1984年4月1日，首都汽车公司实行招手即停即上的服务方式。同年，北京市政府对兴办出租汽车企业的单位给予优惠政策，不少单位和个人积极申报经营出租汽车，为此北京市市政管理委员会于1985年4月10日成立了出租汽车管理处，这是北京市第一个依法管理出租汽车行业的专门机构:460，《北京市出租汽车管理暂行办法》亦于1985年9月1日开始实行。1985年，北京市大部分出租汽车均已安装计价器:441。
1987年，受日本泡沫经济影响，日元不断升值，中国开始对进口汽车实行附加海关税，此前从日本大量进口小轿车的北京出租汽车行业陷入困境，部分运营者不得不靠卖车还贷:447。1988年，北京市开始将微型面包车用于出租车行业，俗称“面的”（首款车型为柳州五菱LZ110G型:418,448），这也降低了市民乘坐出租车需负担的成本。1988年12月15日，第一版《北京市出租汽车管理办法》正式取代此前的《北京市出租汽车管理暂行办法》。1989年，开始量产的微型轿车天津夏利进入北京出租汽车市场:448。
1992年5月，北京市出租汽车管理处改组为北京市出租汽车管理局（副局级）。1995年5月至10月，北京市出租汽车统一换发“京B”牌照:450-451。
1998年，“面的”开始退出北京出租车市场，至1999年9月30日全部退役。

## 运营
目前北京有金建、银建、新月、北汽、首汽、渔阳、北方等多家出租车公司，除此以外还有个体经营的出租车。

## 车型
目前北京的出租汽车车型多为北汽牌纯电动汽车。

## 收費方式

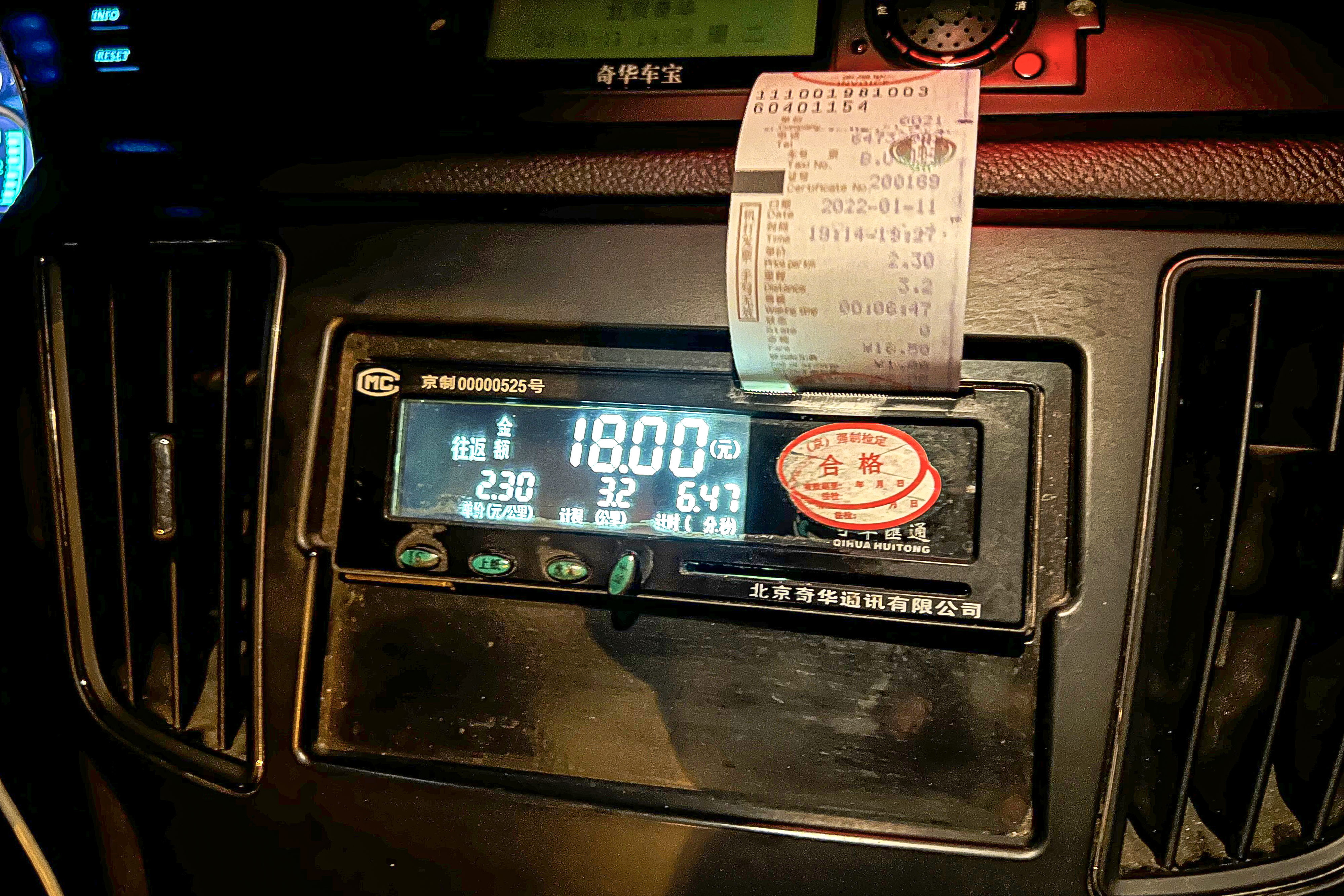
北京出租车计价器（2022年摄）

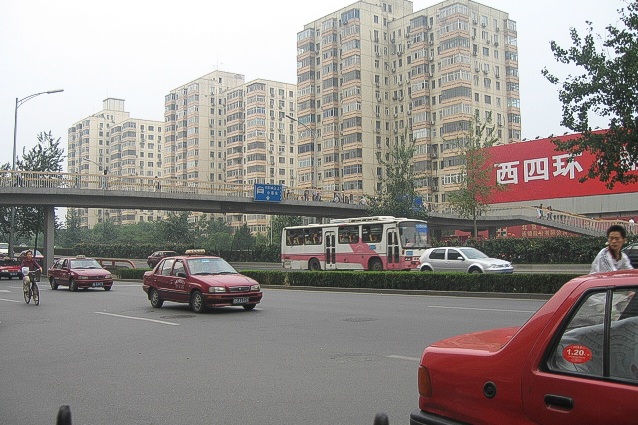
2005年北京北三环西路辅路上行驶的夏利出租车，当时价位为每公里1.2元

20世纪90年代中后期，仍为主力的“面的”起步价10公里10元，基本租价每公里1元，轿车的基本租价则分多档，包括每公里1.20元（夏利）、1.40元（拉达）、1.60元（马自达）、1.80元（该价位并不多见）、2元及以上（奥迪、桑塔纳、皇冠、丰田、日产等）。
1998年11月10日，在“面的”淘汰前，北京市出租汽车曾在此基础上调整租价，1.80元/公里和2.00元/公里的小客车（桑塔纳2000型除外）调整为1.60元/公里（起步价4公里10元），租价1.60元/公里和1.40元/公里的小客车调整为1.20元/公里（起步价5公里10元），租价2.50元/公里以上的小客车调整为散客运营时按2.00元/公里的租价执行（起步价4公里10元），“面的”的租价标准则随该类车辆退役而自行取消。
2001年至2005年，北京市出租汽车设有3种价位：每公里1.2元（夏利）、1.6元（富康、捷达）和2元（红旗，多在宾馆、机场等地经营），一些公司甚至只报销每公里1.2元的出租车发票。
2005年的北京出租车開始了新一輪的更新換代，淘汰了使用了十多年的夏利（2006年全面退役）。車價基本統一為每公里1.6元，起價3公里10元，2006年5月20日提高为每公里2元，起价不变。从2013年6月10日起北京出租车涨价：起步价13元、每公里2.3元。